# Porta Fontinalis
La Porta Fontinalis era una porta a la Muralla Serviana a l'antiga Roma.
Es trobava al vessant nord del turó Capitolí, probablement a la banda nord-est del Clivus Argentarius. Per allà sortia la Via Salaria, i originàriament hi sortia la Via Flamínia, que donaven un accés directe al territori picè i gal. Després de la construcció de la Muralla Aureliana a finals del segle iii, el tram de la Via Flamínia que anava de la Porta Fontinalis a la nova Porta Flamínia es va anomenar Via Lata.

## Història
Hi va haver un període molt actiu on es van construir gran quantitat d'edificis i temples, després de la Segona Guerra Púnica, i els edils de l'any 193 aC, Marc Emili Lèpid i Luci Emili Paulus Macedònic, van dissenyar un pòrtic monumental que unia la Porta Fontinalis amb l'altar de Mart al Camp de Mart. El pòrtic, conegut com Porta Emiliana, era una passarel·la coberta que utilitzaven els censors, que realitzaven el cens a l'altar de Mart però tenien el seu despatx just a la porta, a l'interior de les muralles.
Existeix una tomba anomenada de Bibulus que data de la primera meitat del segle i aC, que es trobava just al davant de la porta. Es conserva també una estela funerària del segle ii amb el nom d'un sabater, Gaius Julius Helius, que tenia la tomba al voltant de la porta. Una construcció interessant és la que Gneu Calpurni Pisó, el presumpte enverinador de l'hereu de l'emperador Tiberi, Germànic Cèsar, era l'estructura que va fer sobre la porta per connectar amb la seva residència privada. La domus que en va resultar va ser molt criticada perquè malmetia la bellesa arquitectònica del lloc. Entre les mesures punitives contra la família i la memòria de Pisó acusats de l'assassinat de Germànic, el senat va ordenar l'enderrocament d'aquestes estructures.
La Porta Fontinalis va rebre el seu nom perquè a la vora hi havia diverses fonts, i podia haver tingut una connexió religiosa amb el déu de les fonts i pous conegut com Fons o Fontus en honor del qual es celebraven les Fontinàlia.